# Autoridad Reguladora Nuclear de Pakistán
La Autoridad Reguladora Nuclear Pakistaní (en inglés: Pakistan Nuclear Regulatory Authority, PNRA), es una agencia del gobierno federal de Pakistán que está basada en Islamabad (Pakistán). La Autoridad Reguladora Nuclear de Pakistán fue establecida para asegurar la operación segura de las instalaciones nucleares y para proteger a los trabajadores del sector nuclear, al público en general y al ambiente de los efectos dañinos de la radiación mediante la formulación e implementación efectiva de regulaciones y la construcción de una relación de confianza con los licenciados y la mantención de la transparencia en sus acciones y decisiones.

## Historia
La infraestructura Reguladora nuclear había estado en su lugar desde 1965, cuando el reactor de investigación atómica de Pakistán fue comisionado en el año 1965. Fundado y establecido inicialmente por científicos pakistaníes, el régimen regulatorio nuclear fue significativamente mejorado cuando, en el año 1971, fue comisionada la central nuclear de Karachi. Desde entonces, la Comisión de Energía Atómica de Pakistán (en inglés: Pakistan Atomic Energy Commission, PAEC) había establecido la división de seguridad nuclear y licenciamiento en las oficinas centrales del PAEC, en Islamabad como el ente regulatorio de hecho. La Autoridad Reguladora Nuclear fue aumentada de jerarquía pasando a Directorado de Seguridad Nuclear y Protección contra la Radiación (en inglés: Directorate of Nuclear Safety and Radiation Protection, DNSRP) después de la promulgación de la Ordenanza de Seguridad Nuclear y Protección contra la Radiación 1984 por orden presidencial.
En 1994, Pakistán firmó la Convención Internacional sobre Seguridad Nuclear. Como parte de la convención, el Directorado de Seguridad Nuclear y Protección contra la Radiación se convirtió en parte de las agencias federales del gobierno de Pakistán. También fue para establecer un cuerpo regulatorio nuclear independiente al que se le confiaría la implementación del marco legislativo y regulatorio gobernando la energía nuclear y el uso de la radiación en el país, y además de separar las funciones Reguladoras de los aspectos promocionales del programa nuclear de Pakistán.
En 1995,(inmediatamente después de firmar la Convención Nuclear de 1994) la PAEC estableció la Junta Reguladora Nuclear de Pakistán (en inglés: Pakistan Nuclear Regulatory Board, PNRB) dentro de la PAEC. La PNRB fue organizada para supervisar los asuntos regulatorios. La completa separación de las funciones y responsabilidades de promoción y regulación fue lograda en el año 2001, cuando el presidente de Pakistán promulgó la Ordenanza .nº III sobre la Autoridad Reguladora Nuclear de Pakistán del 2001. Consecuentemente, la Autoridad Reguladora Nuclear de Pakistán (en inglés: Pakistan Nuclear Regulatory Authority, PNRA) fue creada, disolviendo la Junta Reguladora Nuclear de Pakistán y el Directorado de Seguridad Nuclear y Protección contra la Radiación. The first chairman of PNRA was Jamshed Azim Hashmi who headed the authority till 2009. In 2009, the chairmanship was transferred to Anwar Habib.

## Cooperación Internacional
La Dirección de Cooperación Internacional (en inglés: Directorate of International Cooperation, ICD) de la Autoridad Reguladora Nuclear es responsable por coordinar el entrenamiento y cooperación internacional. El ICD facilita completar todas las formalidades respecto al entrenamiento o visitas (oficiales), en el extranjero del personal del PNRA. El ICD resuelve los temas de pasaportes y de visa del personal del PNRA, permisos de los departamentos gubernamentales y formalidades de salida, y es el enlace con la Agencia Internacional de Energía Atómica (en inglés: International Atomic Energy Agency, IAEA) para formalidades de salida.
El ICD también actúa de enlace con otros departamentos gubernamentales respecto a visitas de expertos que llegan al PNRA desde la IAEA y a través de acuerdos bilaterales, desde otros cuerpos regulatorios. Coordina con las embajadas de Pakistán en el extranjero para la obtención de visas, departamentos gubernamentales interesados por asuntos de seguridad, la Comisión de Energía Atómica de Pakistán y la IAEA.

## Lista de los presidentes de la PNRA
| Orden | Nombre              | Inicio de su periodo | Fin de su periodo | Especialidad       |
| ----- | ------------------- | -------------------- | ----------------- | ------------------ |
| 1     | Jamshed Azim Hashmi | 2001                 | 2009              | Ingeniería nuclear |
| 2     | Anwar Habib         | 2009                 | Presente          | Ingeniería nuclear |

## Instalaciones bajo la Autoridad Reguladora Nuclear de Pakistán
| Reactores de Energía Nuclear | Tipo          | Ubicación                              | Inicio de la construcción | Operaciones comerciales  |
| ---------------------------- | ------------- | -------------------------------------- | ------------------------- | ------------------------ |
| PARR-I                       | MRT/SPR       | Nilore, Islamabad Capital Territory    | 21 de diciembre de 1965   | 22 de junio de 1966      |
| PARR-II                      | MNSR/Slowpoke | Nilore, Islamabad Capital Territory    | 21 de enero de 1974       | 26 de junio de 1974      |
| PIEAS-I                      | NS/SPR        | Nilore, Islamabad Capital Territory    | 21 de diciembre de 1967   | 22 de junio de 1968      |
| KANUPP-I                     | PHWR          | Paradise point, Sindh                  | 1 de agosto de 1966       | 7 de diciembre de 1972   |
| KANUPP-II                    | PHWR          | Paradise point, Sindh                  | 17 de abril de 2009       | N/A                      |
| CHASNUPP-I                   | PWR           | Chashma city, Provincia de Punjab      | 1 de agosto de 1993       | 15 de septiembre de 2000 |
| CHASNUPP-II                  | PWR           | Chashma city, Provincia de Punjab      | 28 de diciembre de 2005   | 31 de agosto de 2011     |
| CHASNUPP-III                 | PWR           | Chashma city, Provincia de Punjab      | 28 de abril de 2009       | N/A                      |
| CHASNUPP-IV                  | PWR           | Chashma city, Provincia de Punjab      | N/A                       | N/A                      |
| NPFC-I                       | NR            | Islamabad, Islamabad Capital Territory | 10 de diciembre de 2010   | 1 de enero de 2011       |